# L'Étendard en flammes
 (mai 2023).
Si vous disposez d'ouvrages ou d'articles de référence ou si vous connaissez des sites web de qualité traitant du thème abordé ici, merci de compléter l'article en donnant les références utiles à sa vérifiabilité et en les liant à la section « Notes et références ».

L'Étendard en flammes (titre original : Põlev lipp) est un roman historique de l'auteur estonien Karl Ristikivi publié en 1961 en Suède et traduit et publié en France en 2005. Le roman décrit la vie et la mort de Conradin, roi de Sicile. Il est le premier volume de la « trilogie des chroniques », les suivants étant La Dernière Forteresse (1962) et Les Cavaliers de la mort (1963).

## Résumé
L'action se déroule dans le sud du Saint-Empire romain germanique ainsi que dans le royaume d'Italie entre les années 1266 et 1268. L’histoire suit la tentative ratée du duc souabe de la maison de Hohenstaufen, ainsi que celle bâclée de Couradin d’unir ces deux territoires sous le règne d’un roi commun. Âgé de 16 ans au début des événements, il est dépeint comme honnête et noble et vient de s'engager dans la tâche de reconquérir le royaume de Sicile, qui est tombé sous la coupe du fils bâtard de son grand-père Frédéric II, Manfred Ier de Sicile. Sa campagne militaire à travers les Alpes, Pavie, Pise, Sienne et Rome est un succès mais il finit par être vaincu à la bataille de Tagliacozzo contre Charles Ier  d'Anjou. Couradin se fait capturer par son ennemi pour être emmener à Naples où il y est exécuté.

## Chapitres
1. L'Anneau
2. L'Étendard
3. Le Coffre
4. Le Manteau
5. La Rose
6. L'Étoile
7. Le Feu
8. Le Navire
9. Le Poignard
10. La Charrette
11. La Clé
12. La Couronne
13. Le Cœur
14. L'Épée
15. La Croix
16. Le Gant

## Publication en français
- Karl Ristikivi (trad. de l'estonien par Jean Pascal Ollivry), L'Étendard en flammes, Paris, Alvik, 2005 (ISBN 978-2-914833-41-7).